# Laurence Lentin
Pour les articles homonymes, voir Lentin (homonymie).
Laurence Lentin, née Laurence Cohen le 26 mars 1920 à Viroflay et morte le 3 juin 2013 à Paris, est une chercheuse en acquisition du langage. Fondatrice et ancienne directrice du CRALOE (Centre de recherche sur l’acquisition du langage oral et écrit) à l’université de la Sorbonne Nouvelle, ses travaux dans les années 1970 ont servi de base à la rédaction des programmes de l'école primaire de l'Éducation nationale en 1985. Ses travaux sont plus que jamais d'actualité dans les débats actuels sur les méthodes d'apprentissage de la lecture.

## Biographie
Laurence Cohen est la fille du linguiste Marcel Cohen et de Marguerite Bloch, institutrice.
Elle fréquente le lycée de jeunes filles de Versailles, puis suit des ètudes d'allemand à la Sorbonne jusqu'à l'obtention d'un diplôme d'études supérieures en soutenant une thèse intitulée Les idées de Goethe en matière de pédagogie. En 1947, elle épouse André Lentin.

## Conception de l'acquisition du langage
Pour Laurence Lentin, il n'y a pas de fatalité socioculturelle dans l'illettrisme. La culture littéraire est certes essentielle pour un apprentissage de l'écrit à tous les niveaux (lettre, mot, phrase, paragraphe, histoire, genre) et permet en cela une vraie lecture, délivrée du carcan du déchiffrage, mais elle n'est plus l'apanage des classes aisées, seule jadis à côtoyer familièrement l'objet culturel « livre ». En effet, cette culture, l'école maternelle peut l'apporter, et à tous les publics. Avant même de savoir lire, l'enfant doit être capable d'organiser son discours, et de comprendre les textes lus par la maîtresse, ce qui lui permettra plus tard d'anticiper les contenus lus : lire vite et en saisissant rapidement l'intention générale de l'auteur, — pour David Olson, lire un texte, c'est « une redécouverte/postulation de l’intention qui y est adressée au lecteur dont les justifications peuvent être trouvées dans les preuves graphiques disponibles ». Écrire et parler sont alors deux formes d'une même compétence qu'il convient de travailler dès la maternelle : c'est à Laurence Lentin que nous devons la terminologie de dictée à l'adulte.

## Publications
- Du parler au lire, 1977, 7e éd. 1993,  (ISBN 2710108011)
- Recherches sur l'acquisition du langage, (et alii), 1984 et 1988, Presses de la Sorbonne Nouvelle
- Ces enfants qui veulent apprendre, 1995,  (ISBN 2708231413)
- Apprendre à parler à l'enfant de moins de 6 ans, avec René Diatkine, 1998,  (ISBN 2710110482)
- Écrire et rédiger à l'école, (et alii),  (ISBN 271010279X)
- Apprendre à penser parler lire écrire, 1998,  (ISBN 2710112779)
- Comment apprendre à parler à l'enfant,  (ISBN 2710100711)
- Le « passage à l'écrit » chez les apprenants en cours d'acquisition. Apport des travaux de Laurence Lentin, M. Bazille, revue Rééducation Orthophonique, 1990, vol. 28, no 164 (14 réf.), pp. 389-397